# Năsal
Năsal és un tipus de formatge fresc de tipus caș especial de la regió de Cluj. Agafa el nom del poble on es va produir per primera vegada. És una quallada de textura suau, de llet de vaca (mat. gr. 45%, sal màx. 3%), amb un sabor aromàtic i especiat, a més d’una olor molt forta i específica. Va molt bé com a aperitiu o com a postres, amb verdures, fruites i diversos alcohols (vi, cava, aiguardent o whisky).
És produït exclusivament per Napolact i és un producte únic al món a causa de les propietats de fermentació específiques de la cova natural de Țaga, on s’emmagatzema per refinar-lo.

## Història

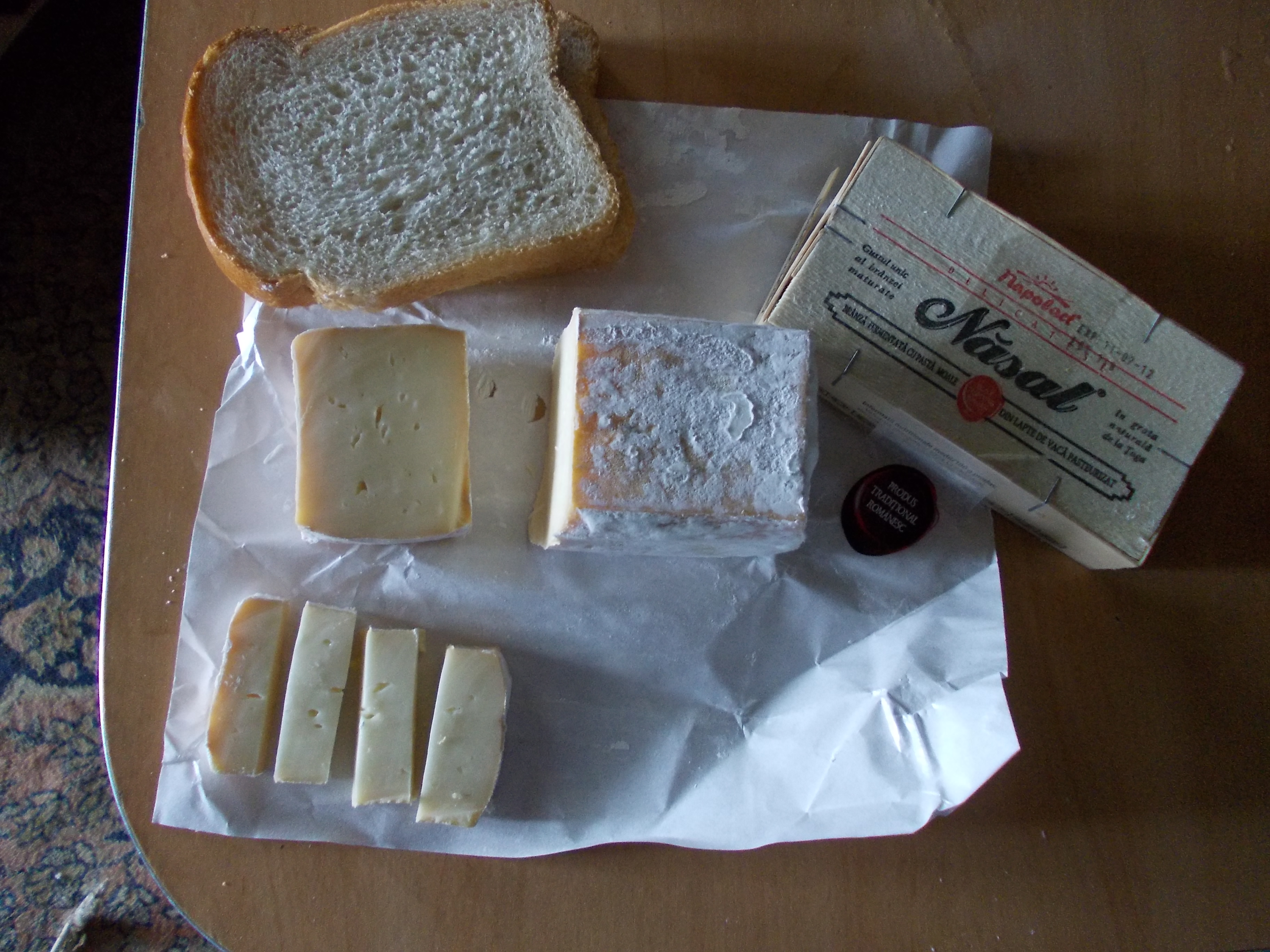
Mató nasal

La cova tenia només 20 metres de longitud i la boca de la cova és tan estreta que només hi pot entrar un home. El sòl sempre és humit. El 1954 es va iniciar la producció industrial a l'entrada de la cova. El 1971 es va ampliar la cova, es va concretar el terreny i es va introduir electricitat. La temperatura a la cova és constant durant tot l’any a 14 graus centígrads. Tot i que ara la cova és molt més gran que abans, els bacteris responsables de fermentar la quallada només viuen en una zona determinada de la cova, una zona que no es pot estendre. A més, el bacteri es col·loca de manera natural a la quallada, sense que calgui afegir-lo per intervenció humana, com sol passar amb els formatges de motlle.
Es va intentar reproduir el bacteri i les condicions de la cova al laboratori, però sense èxit, cosa que converteix Năsal en una quallada única al món. Per això, la producció anual és molt limitada i la demanda local és baixa. Malauradament, a causa d’un mercat desfavorable, el productor Napolact va anunciar que conservaria la fàbrica a Țaga a partir del juny del 2013, amb la intenció de reprendre l’activitat quan el context sigui favorable.